# Атакта
Ата́кта (от лат. attingo прилегать, граничить) — вводноприлегающий терцовый аккорд (трезвучие, реже септаккорд), употребительная разновидность линеарного аккорда. Различаются верхняя атакта (аккорд, прилегающий на полутон сверху) и нижняя атакта (аккорд, прилегающий на полутон снизу). Примеры верхней атакты — ре-бемоль мажорное трезвучие в до мажоре, ре-бемоль минорное трезвучие в до миноре. Примеры нижней атакты — си-мажорное трезвучие в до мажоре, си-минорное трезвучие в до миноре.

## Краткая характеристика

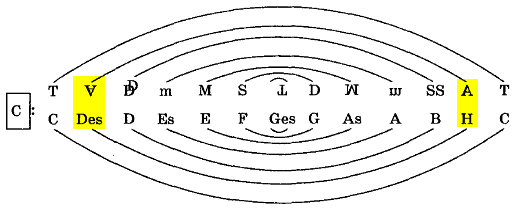
Функции расширенной (хроматической) тональности на примере C-dur (атакты на схеме подсвечены жёлтым цветом)

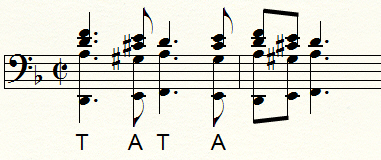
Н. Я. Мясковский. Струнный квартет № 9, часть I, тт. 1-2 (сокращённая запись). Пример нижней атакты (трезвучие cis-moll в тональности d-moll)

Термин введён польским теоретиком музыки Т. Зелинским. В российском музыкознании внедрён в работах Ю. Н. Холопова и его учеников. Для обозначения нижней атакты в аналитических схемах Холопов предложил прописную букву А (символизирует тяготение вверх), для обозначения верхней атакты — перевёрнутую на 180 градусов ту же прописную букву Ɐ (тяготение вниз, символ см. на схеме над Des).
Атакты широко использовались в сочинениях композиторов XX века, придерживавшихся концепции расширенной тональности, в русле общей тенденции включения в её состав всё большего количества периферийных — особенно хроматических — созвучий. Атакты часты в так называемых ладах Шостаковича, в составе так называемой прокофьевской доминанты, встречаются в сочинениях Н. Я. Мясковского и целого ряда других композиторов. Ранний пример обеих атакт — в фортепианной прелюдии К. Дебюсси «Ворота Альгамбры» (La puerta del vino, тт. 21, 25, 82-83 et passim), где композитор имитирует типичные для традиционной испанской музыки гитарные переборы, в том числе, и с помощью вводноприлегающих к тонике созвучий.
Однотерцовые трезвучия, прима и квинта которых также «прилегают» к сопрягаемым с ними трезвучиями на полутон, к атактам не относятся и в учениях о гармонии обычно рассматриваются отдельно.